# Cody Christian
Cody Allen Christian (Portland, Maine, 15 de abril de 1995) es un actor estadounidense, conocido por interpretar a Mike Montgomery en la serie de Freeform Pretty Little Liars, y por su papel en la serie de MTV Teen Wolf como Theo Raeken. A partir de 2018 protagoniza la serie de The CW, All American. También interpreta como actor de doblaje a Cloud Strife, personaje principal del videojuego Final Fantasy VII de Square Enix.

## Vida personal
Cody es el hijo de una madre nativa americana, que es de la nación Penobscot. Su madre es superviviente del cáncer de mama, y él ha hecho campaña para recaudar el dinero para su investigación.

## Carrera
Christian ha interpretado a Mike Montgomery, el hermano menor de Aria Montgomery, en la serie de televisión Freeform Pretty Little Liars, desde 2010. Otros créditos de actuación incluyen apariciones en la serie de televisión tales como True Blood, Grey's Anatomy y Back to You con Laura Marano, y en la película de 201 Kill the Irishman. Christian protagonizó la película de 2013 The Starving Games, una parodia de la franquicia de Los juegos del hambre.
Aparece en la temporada 5 y 6 de la serie de MTV Teen Wolf, interpretando a un personaje recurrente llamado Theo Raeken, una criatura de quimera/hombre lobo.

## Filmografía
Todos los créditos adaptados a la ficha del actor en Internet Movie Database.

### Cine
| Año  | Título                                 | Personaje                 | Notas        |
| ---- | -------------------------------------- | ------------------------- | ------------ |
| 2006 | The Profound Mysteries of Tommy Kuglar | Tommy Kuglar              | Cortometraje |
| 2006 | Corndog of Tolerance                   | Niño                      | Cortometraje |
| 2009 | Surrogates                             | Boy Canter                |              |
| 2011 | Kill the Irishman                      | Danny Greene              |              |
| 2013 | The Starving Games                     | Peter Malarkey            |              |
| 2015 | Killing Animals                        | Roberto                   |              |
| 2016 | Submerged                              | Dylan                     |              |
| 2018 | Assassination Nation                   | Johnny/ Villano Principal |              |
| 2021 | Notorious Nick                         | Nick Newell               |              |

### Televisión
| Año       | Título              | Rol             | Notas                                                                |
| --------- | ------------------- | --------------- | -------------------------------------------------------------------- |
| 2007      | State of Mind       | Adam            | 1 episodio                                                           |
| 2007      | Back to You         | Xander Tucker   | 1 episodio                                                           |
| 2008      | True Blood          | Chico gritando  | 1 episodio                                                           |
| 2010      | Grey's Anatomy      | Brad Walker     | 1 episodio                                                           |
| 2010–17   | Pretty Little Liars | Mike Montgomery | 29 episodios Recurrente (temporadas 1-2; 4-5) Invitado (temporada 6) |
| 2012      | Lab Rats            | Kavan           | 1 episodio                                                           |
| 2012      | Beautiful People    | Kyle            | Película de televisión                                               |
| 2012      | Body of Proof       | Greg Lux        | 1 episodio                                                           |
| 2013      | Supah Ninjas        | Flint Forster   | 2 episodios                                                          |
| 2013      | Austin & Ally       | Elliott         | 1 episodio                                                           |
| 2014      | See Dad Run         | Evan            | 1 episodio                                                           |
| 2015–17   | Teen Wolf           | Theo Raeken     | 29 episodios Recurrente (temporadas 5-6)Villano                      |
| 2018–2024 | All American        | Asher Adams     | Elenco principal                                                     |

## Premios y nominaciones
| Año  | Premiación         | Categoría              | Trabajo   | Resultado |
| ---- | ------------------ | ---------------------- | --------- | --------- |
| 2017 | Teen Choice Awards | Choice Summer TV Actor | Teen Wolf | Nom       |